# Новопятницкое (Красноярский край)
Новопятницкое — село в Уярском районе Красноярского края. Административный центр Новопятницкого сельсовета.

## География
Село находится в восточной части района, на расстоянии примерно 7 км (по прямой) к северо-востоку от города Уяр, административного центра района.

### Климат
Климат резко континентальный. Среднемесячная температура воздуха июля составляет +19 °C, а самого холодного месяца — января −16 °C. Средняя продолжительность безморозного периода — 120 дней, с температурой +10 °C — 114 дней, средняя дата последнего заморозка — весной 22 июня, первого, осенью — 20 сентября. Продолжительность безморозного периода 95-116 дней. Годовая сумма осадков составляет до 430—680 см, причём большая часть их выпадает в тёплый период года.

## История
Основано как деревня в 1898 году переселенцами из Брянской губернии. В 1911 году построена часовня. В советское время работали колхозы «Новая жизнь», «Путь к коммунизму», совхоз «Александровский». В 1991 году совхоз Александровский прекратил свое существование.

## Население
| 2010 |
| ---- |
| 776  |

### Национальный состав
Согласно результатам переписи 2002 года, в национальной структуре населения русские составляли 92 % из 880 чел.